# Acadian Landing Site
L'Acadian Landing Site (en français : Site du débarquement acadien) est un lieu historique américain inscrit au Registre national des lieux historiques, situé dans l'État du Maine aux États-Unis. Il témoigne de l'installation des Acadiens après leur déportation d'Acadie par les Britanniques. 

## Historique
Après la perte du Canada et de l'Acadie résultant du traité de Paris de 1763, nombre d'Acadiens, chassés de leurs terres entre 1755 et 1763, lors de la déportation des Acadiens par les Britanniques, notamment pendant le Grand Dérangement, reviennent vers leur territoire perdu d'Acadie[source insuffisante]. 
En 1785, un groupe constitué d'une vingtaine de familles acadiennes, conduit par Joseph Daigle, partent de l'ancien bastion français de Fort Nashwaak, en raison de la fondation par les Britanniques de la future ville de Fredericton. Ce groupe remonte en canoés la vallée du fleuve Saint-Jean jusqu'au site amérindien de Madawaska. Ils débarquent de part et d'autre du fleuve Saint-Jean et érigent une grande croix qui deviendra avec le temps le "sanctuaire historique de la Croix acadienne". Les Acadiens constitueront la base des Français de Nouvelle-Angleterre au côté des émigrants francophones venus du Québec voisin.
Au cours du XIXe siècle, les Acadiens subiront un nouveau conflit territorial entre le Royaume-Uni et les États-Unis en 1838/1839 pendant la guerre d'Aroostook et qui déboucha sur le traité Webster-Ashburton qui mit un terme au différend frontalier.
En 1922, est érigée une nouvelle croix en marbre de près de 4,50 mètres de hauteur[réf. souhaitée]. 
En 1969, est construite une plateforme en bois sur le site pour les visiteurs. Un musée attenant, le "Tante Blanche Museum", présente la vie sociale des Acadiens aux siècles passés. Ce musée doit son nom en l'honneur et la mémoire de Marguerite Blanche Thibodeau qui aida la population acadienne lors de la famine de 1797.
En 1973, le site fut classé  au Registre national des lieux historiques.
Le site est géré par le "Madawaska Historical Society" et le "Maine Acadian Culture" dans le cadre du partenariat avec le National Park Service qui gère également le parc national d'Acadia et le Musée Culturel du Mont-Carmel à Grand Isle dans le Maine.